# Gelson (football, 1979)
Pour les articles homonymes, voir Gelson.
Gelson Geraldo dos Santos Júnior, plus communément appelé Gelson est un footballeur brésilien né le 10 janvier 1979 à Curitiba.

## Carrière
- 1999-2003 : Coritiba FC ( Brésil)
- 2003-2004 : Chinnik Iaroslavl ( Russie)
- 2004-2005 : Malmö FF ( Suède)
- 2005-2007 : Académica de Coimbra ( Portugal)
- 2007-2008 : Veria FC ( Grèce)